# 加的斯远征
1625年的远征加的斯是英国与荷兰对西班牙发起的海上远征。在1625年议会被解散后，白金汉公爵，时任海军大臣，计划以牙还牙，以雪无敌舰队入侵英国之耻，故计划被推前。

## 背景
白金汉公爵携查理王子前往西班牙，提议让查理和西班牙公主玛丽亚·安娜结婚。被拒后，他们又转而主张对西班牙作战。他们说服了詹姆士国王召开新的议会，议会提出了对外方针。1624年议会最终（在短期内）是查理和白金汉公爵的一个胜利，因为议会强烈支持对西班牙战争。
但是，詹姆士遇到了一个两难的境地，他和议会互不信任。他害怕如果他开启战端，议会会找借口不给他财政资助。另一方面，议会害怕如果议员投票同意财政资助，国王会找借口不去打仗。不久，詹姆士就去世了，把外交政策留给了查理。查理十分天真地以为如果他遵循议会支持的政策，议会便会给他资金。

## 计划
不出意料，英国向西班牙宣战，白金汉公爵开始了准备。远征计划由几大部分组成，包括偷袭从美洲来的西班牙运宝船；袭击西班牙城镇以便使西班牙经济衰退，并施压于西班牙后勤线，以及削弱普法尔茨的资源。

## 远征

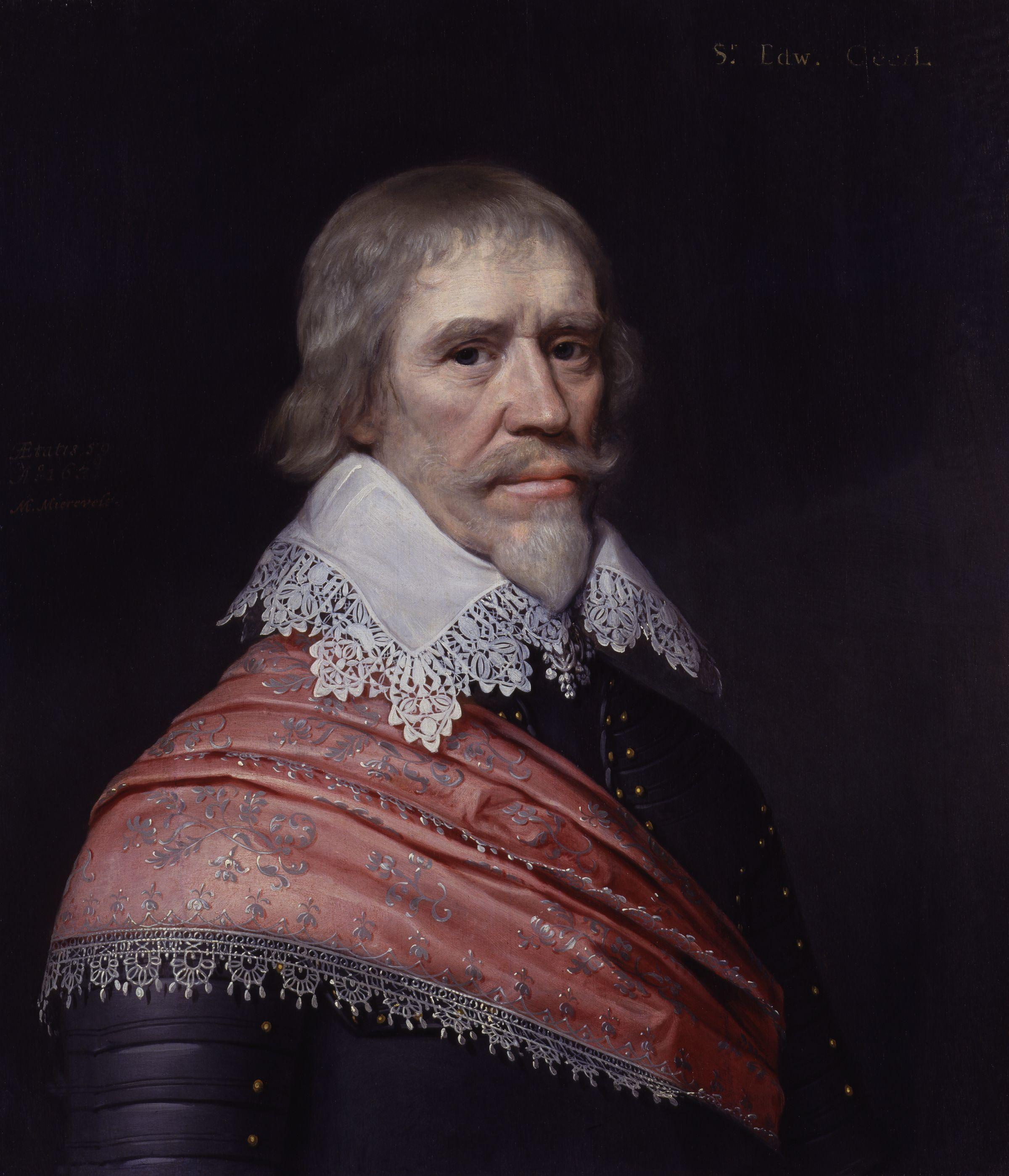
爱德华·塞西尔 第一代温布尔顿子爵

到1625年10月，英国建起了与荷兰的同盟，准备了大约100艘船，15000名水手和士兵。荷兰增加了15艘额外的战舰来守卫英吉利海峡，并任命拿骚的威廉为指挥官。爱德华·塞西尔爵士是一位久经沙场的战士，被白金汉公爵任命为远征指挥官。事实证明这一抉择并非明智之举，因为虽然塞西尔是个优秀的战士，但他对大海一无所知。
远征开始于1625年10月6日，但航行困难重重。暴风雨的威胁致使许多船只不适于航行，从而严重耽搁了行程。当舰队脱离暴风雪并到达西班牙海域时，补给不足的问题又浮出水面，这使得他们无法实施计划；又因为耽搁的时间太长，所以无法与从西印度群岛前来的运宝船交战。但无论如何，运宝船也用了一个比以往偏南的航线。

### 加的斯
塞西尔选择攻击加的斯城。胜利后，他将登陆并占领城中守卫海湾的堡垒。但是，他很快发现城市被加固了。然后，他犯了严重的错误。此时西班牙船只易于俘获，但由于他的海军都在等待命令，并未行动，所以西班牙船只纷纷驶向安全的雷亚尔港。
用于突袭港口的船都是大型商船，它们被应征入伍并改装成战舰，船长和船只拥有人因为过度关心他们的船只的安危，从而把许多战争留给了荷兰人。

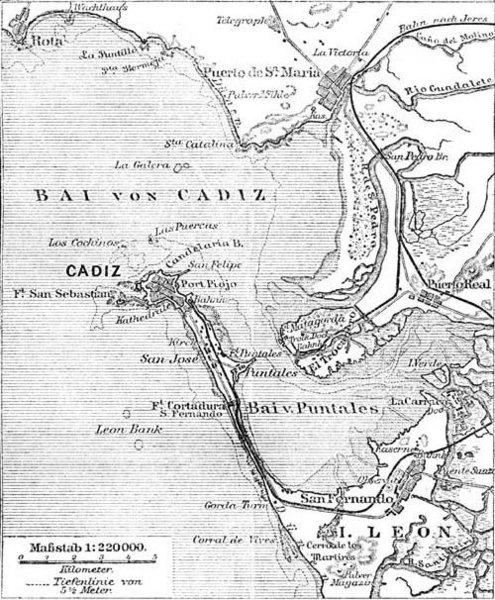
1888年加的斯地图

对布帖要塞（英文：Fort Puntel）的攻击和占领是个错误，因为这个要塞对于攻击加的斯城基本无用。
当军队登陆时，他们发现已经没有补给了。西塞尔于是做了一个愚蠢的决定，他允许士兵去喝当地人家中的葡萄酒。这一举措导致士兵接二连三地喝醉，最后没有几个是清醒的。当西塞尔意识到自己的愚蠢时，他选了唯一一条安全的航道，并下令士兵上船撤退。当西班牙军队赶到时，他们发现超过1000个英国士兵仍然醉如烂泥：尽管每个人都有武装，但西班牙人不费一枪一弹就用剑把他们杀光了。

### 加利恩帆船
在加的斯遭遇惨败后，西塞尔决定拦截一队满载新世界物资的西班牙加利恩帆船。但这些船只都已被警告过，所以归来时换了一条航线。毫无疑问，这次行动也以失败收场。

### 归航
自从船只情况日渐恶化，疾病便在军队中传播开来。西塞尔只能决定返回英国。因此，舰队在12月回到了英国。这次远征大概花费了250,000英镑，但只掠夺了极少物资，对西班牙的影响也微乎其微。

## 后果

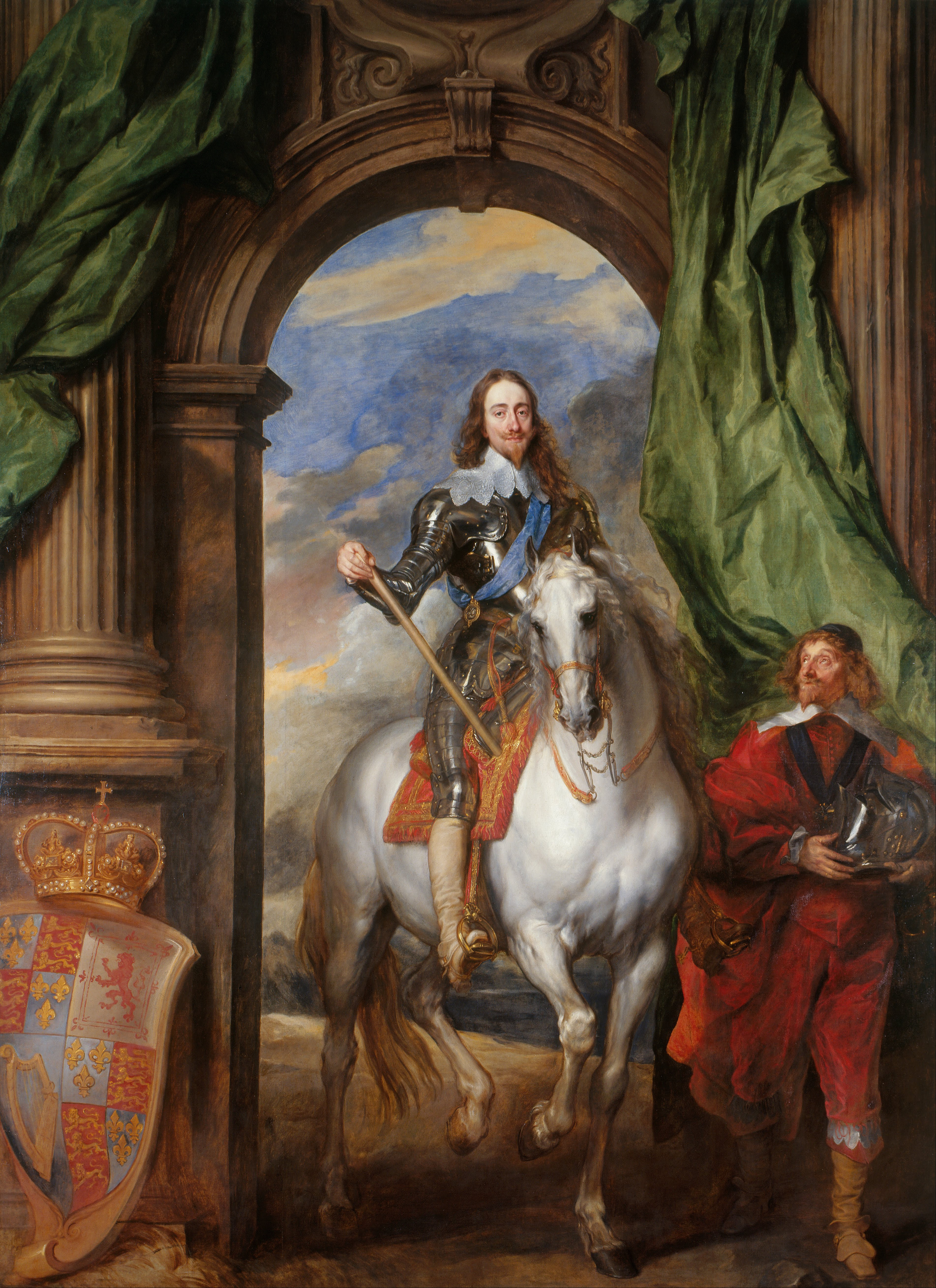
英王查理一世

远征失败进一步恶化英国国内的政治。查理一世为维护自己的尊严，并保护他的宠臣白金汉公爵（他至少应該让船隻有充分补给），对失败熟视无睹，充耳不闻，又关心起困在拉罗歇尔的胡格诺派。而下议院对此毫不宽容，1626年议会将控告白金汉公爵一事提上日程。最终，查理一世只得解散议会以防该议案通过。